# Sinope (satélite)
Sinope (Σινώπη griego) es un satélite retrógrado irregular de Júpiter descubierto por Seth Barnes Nicholson en el Observatorio Lick en 1914, y lleva el nombre de Sinope de la mitología griega.
Sinope no recibió su nombre actual hasta 1975; antes de esa fecha, era simplemente conocido como Júpiter IX. A veces era llamado "Hades", entre 1955 y 1975.
Sinope era el satélite más ultraperiférico conocido de Júpiter, hasta el descubrimiento de Megaclite en 2000.

## Órbita

Grupo Pasífae

Sinope orbita a Júpiter con una alta excentricidad y alta inclinación retrógrada. Los elementos orbitales son los de enero de 2000. Están cambiando continuamente debido a las perturbaciones solares y planetarias. A menudo se cree que pertenecen al grupo Pasífae. Sin embargo, dada su inclinación media y color diferente, Sinope podría ser también un objeto independiente, capturado, no relacionado con la colisión y la disolución en el origen del grupo. El diagrama ilustra los elementos orbitales de Sinope en relación con los otros satélites del grupo.
Sinope es también conocido por estar en resonancia secular con Júpiter, de forma similar a Pasífae. Sin embargo, Sinope puede salir de esta resonancia y tiene comportanmiento tanto resonante como no resonante en escalas de tiempo de 107 años.

## Características físicas
Sinope tiene un diámetro estimado de 38 kilómetros (suponiendo un albedo de 0,04). El satélite es de color rojo (color índices BV = 0,84, RV = 0,46). a diferencia de Pasífae que es gris.
Su espectro infrarrojo es similar a los asteroides de tipo D, también es distinta a la Pasífae. Estas diferencias de los parámetros físicos sugieren un origen diferente al de los principales miembros del grupo.